# Ludwig Steeg
Ludwig Steeg (né le 22 décembre 1894 à Ottweiler, mort le 6 septembre 1945) est un homme politique nazi allemand, bourgmestre-gouverneur de Berlin de 1940 à 1945.

## Biographie
Ce fils de professeur arrive enfant à Berlin. Au début de la Première Guerre mondiale, il sert dans l'infanterie en tant que lieutenant réserviste. En août 1919, il travaille dans l'administration à Berlin où il est entre autres inspecteur de la voirie. Peu de temps après, il rejoint le NSDAP et devient l'adjoint de Julius Lippert.
En avril 1937, Julius Lippert est nommé maire de Berlin, mais s'en tient au gauleiter Joseph Goebbels. Steeg gagne en crédibilité avec son expérience dans l'administration, à la suite de l'éviction des fonctionnaires sociaux-démocrates. À la suite de la démission de Lippert en juillet 1940 après le harcèlement de Goebbels qui voyait en lui un rival, Steeg lui succède, « faute de mieux » dit le ministre. En tant que maire, il gère le budget, la circulation, les permis de construire, les services pour la jeunesse et de santé. Il doit préparer la ville aux attaques aériennes qui se multiplient dès 1943. Il établit un plan sur la construction d'abris, la distribution de nourriture et l'évacuation des femmes et des enfants, soit près d'un million de personnes.
Au sein de la SS, il devient Brigadeführer fin janvier 1943.
En février 1945, il est nommé officiellement maire de Berlin et occupe ce poste jusqu'à la bataille fin avril. Mais c'est une nomination symbolique, car Goebbels prend tout en main face à l'arrivée de l'Armée Rouge.
Peu après son arrestation par les Soviétiques, il meurt dans le camp de prisonniers.